# Бенхамін Рохас
Бенхамін Рохас (ісп. Benjamin Rojas; народився 16 квітня 1985, Ла-Плата, Аргентина) — аргентинський актор, співак. Відомий, перш за все, роллю Пабло Бустаманте (Pablo Bustamante) в популярному молодіжному серіалі «Буремний шлях». Разом з іншими головними героями телесеріалу був учасником поп-гурту Erreway.
Народився четвертою дитиною в сім'ї Рохасів, порадившися, батьки вирішили назвати малюка Бенхаміном. Коли хлопчик підріс, то оточуючі стали помічати його особливу красу. Але Бенха був сором'язливим хлопчиком і не звертав уваги на вислів дорослих. Окрім батьків, братів і сестер в Бена був ще і дядько. З раннього дитинства він учив племінника футболу і зробив з хлопця такого ж наполегливого фаната цього виду спорту, як і він сам. Саме дядько носив фотографії Бенхи в модельні агентства, але там не оцінили молоду людину.

## Кар'єра в шоу-бізнесі
Зненацька, в 1998 році, коли йому виповнилося 13 років, його запросили на кастинг телесеріалу «Дітвора» («Chiquitas»). Природно, Бен пройшов проби, і цілий рік грав Яго, хлопчика з сельви. На зйомках він познайомився з Камілою і Луїсаною, а пізніше і з Феліпе. Всі вони дуже подружилися, але їм довелося розлучитися — зйомки закінчилися. Наступні три роки (1999—2001) знімали деяке продовження «Дітвори». Але назва змінилася на «La Peliula», а Бенхі дісталася роль Баутісти — друга героїні Луїсани Лопілато. Потім настала зоряна година для всієї четвірки (та і деяких інших акторів «Дітвори») — їх запросили в Буремний шлях (2002—2003). Зараз, Бенха відомий половині земної кулі, як найкрасивіший і чарівніший хлопець. У 2004 році він знявся у фільмі «Чотири дороги». Одночасно він знімався у телесеріалі «Флорісьєнта». А ще він мріє про відпочинок на Ямайці і грає у футбол.

## Фільмографія
- «Маленькі янголи» («Chiquititas») — 1995—2001, Аргентина.
- «Дітвора, історія» («Chiquititas, La Historia») — 2001, Аргентина
- «Буремний шлях» («Rebelde Way») — 2002—2003, Аргентина
- «Чотири дороги» 2004, Аргентина.
- «Флорісьєнта» («Floricienta») — 2004—2005, Аргентина
- «Душа пірата» («Alma Pirata») — 2006, Аргентина

## Дискографія
Erreway
Señales (2002)
Tiempo (2003)
Memoria (2004)
Саундтрек
Alma Pirata (2006)